# Махала
Махале (кратко мале) су главне градске четврти у балканским градовима које су одређене за становање. Израз махала је у балканске језике дошао посредством турског језика (mahalle), али он у ствари потиче од арапске речи , што значи „становање”. Ова реч је присутна у многим балканским језицима, где је добијала разне форме: албански: mahallë или mahalla, или mëhallë или mëhalla; бугарски: ; српски и бошњачки: махала/mahala, или кратко ма'ала/ma'ala, или само мала/mala; македонски:  или ; ромски: mahala; румунски: mahala; грчки: .
Махале су настале после освајања Балканског полуострва од стране Османлија, који су овде основали градове оријенталног типа. Махале су окруживале чаршију, односно трговачки део града. У центру махале су се налазиле џамије или месџиди (џамије без минарета), у њиховој близини су били мектеб (школа) и продавница са производима за исхрану. Ове грађевине су имале улогу да задовоље потребе четрдесетак, педесетак породичних кућа.
У махалама је постојао посебан култ суседства, који није обраћао пажњу на етничку или верску припадност становништва. У савременом свету се махалама називају неке од градских четврти (нпр. у Сарајеву где је било око 60 махала).